# Tom (flod)

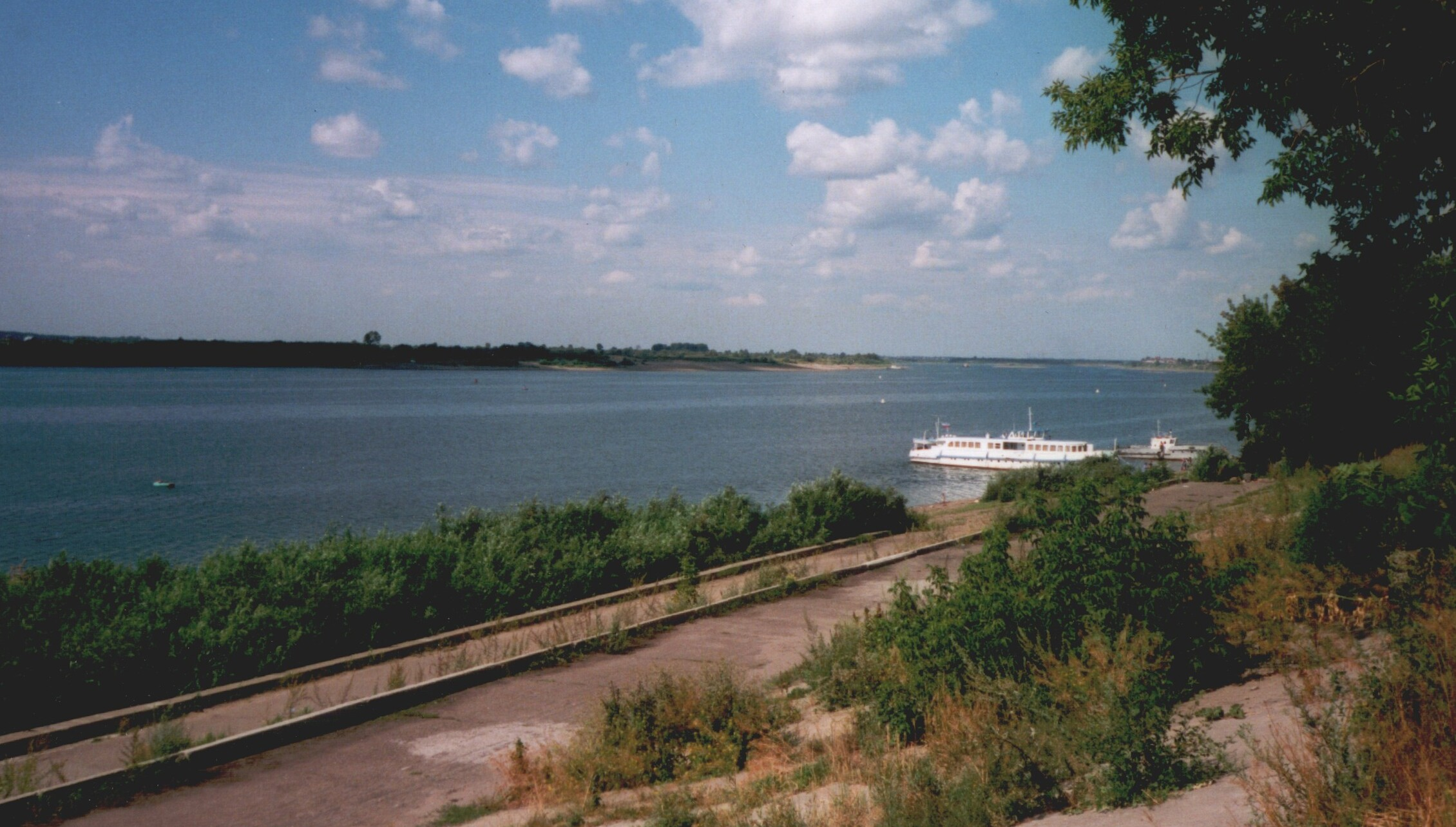
Floden Tom

Tom (Томь) är en 871 km lång flod i Ryssland som rinner igenom staden Tomsk, vilken fått sitt namn uppkallat efter floden.  Den är en högerbiflod till Ob.